# Супервизия психоаналитическая
Психоаналитическая супервизия — часть психоаналитического образования, наряду с теоретической подготовкой и тренинговым анализом. Заключается в обсуждении клинического материала, предоставляемого устно или письменно психоаналитиком, психоаналитически ориентированным терапевтом или психологом супервизору.
Супервизором может быть специалист, прошедший специальную подготовку или имеющий соответствующий опыт, признанный достаточным в том или ином сообществе.
Супервизия может быть индивидуальной (супервизирующийся психоаналитик — супервизант и супервизор) и групповой (несколько супервизантов и супервизор). Существует особая форма групповой супервизии — интервизия, когда супервизируются несколько коллег, имеющих супервизорский опыт, без ведущего.
Первым супервизорским случаем, описанным в литературе, можно считать работу З. Фрейда «Анализ случая пятилетнего мальчика».
Необходимость в супервизорской помощи ощущалась с самого начала возникновения психоанализа. В первые годы в роли супервизора выступал психоаналитик терапевта. Начиная с 20-х годов XX века в ряде стран были созданы институты психоанализа, проводящие профессиональное обучение кандидатов в психоаналитики. Развитие теории и практики привело к пониманию необходимости отделения личного психоаналитического материала от рассказов о пациентах.
Супервизирование было выделено в отдельную деятельность. Наиболее признанным является полное разделение личного анализа и супервизорирования случаев. Аналитик не может быть супервизором своему анализанту по крайней мере в течение всей аналитической работы. Свою практическую работу кандидат в психоаналитики должен обсуждать (супервизировать) с другими аналитиками. Эта модель была принята впервые Берлинским Институтом Психоанализа, руководимым К. Абрахамом, а затем и большинством других институтов. Полярного мнения придерживался Ш. Ференци (Венгрия, Будапешт), чьи идеи совмещения функций аналитика и супервизора в одном человеке имеют определенное влияние и по сей день.
В работах Дж. Флеминга и Т. Бенедека «Психоаналитическая супервизия: метод клинического обучения» (1966), «Формирование психоаналитика: исследование психоаналитической супервизии» (под ред. Р. Валлерстайна, 1981), П. Девальда «Процесс обучения психоаналитической супервизии» (1987) и ряде других ставятся и обсуждаются вопросы, непосредственно относящиеся к теории и практике супервизорства. В ряде стран открыты программы по обучению супервизоров.
С 1980-х годов супервизирование стало активно исследоваться. В поле зрения оказался как сам процесс супервизорской практики, так и его влияние на работу обучающихся психоанализу с их пациентами; проблемы супервизорских отношений, влияние институтов и личности обоих участников и многое другое.